# Fettglasur

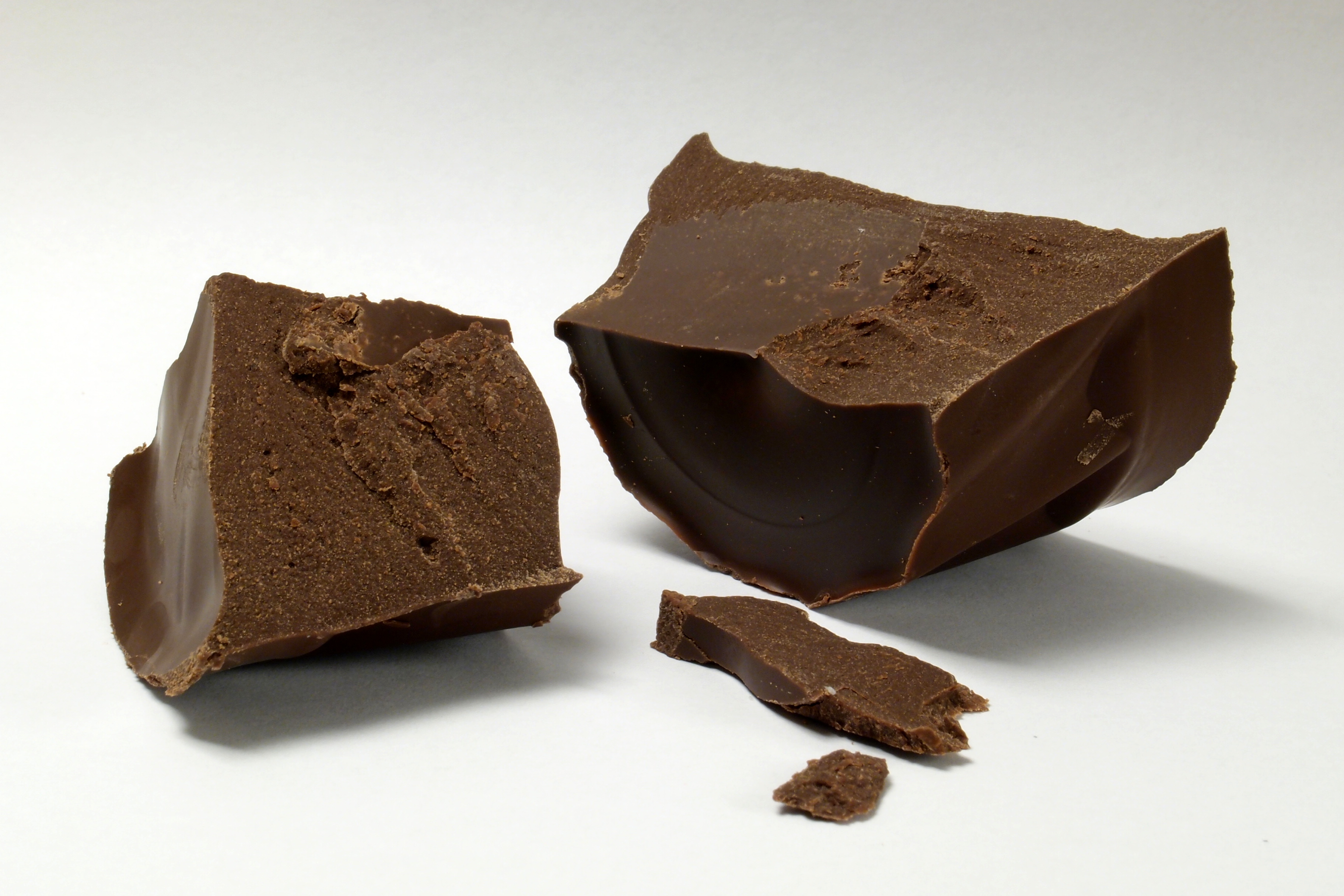
Kakaohaltige Fettglasur

Fettglasur ist ein schokoladenähnliches Ersatzprodukt aus Pflanzenfett, Zucker und weiteren Zusätzen wie Kakao oder Milchbestandteilen, Aromen und Emulgatoren. Sie dient vor allem dem Ersatz der wertvolleren Schokoladenkuvertüre (mit reiner Kakaobutter als Pflanzenfett) bei der Glasur von Gebäck, Eiscreme, Schaumzuckerwaren und anderen Süßwaren.

## Einsatzgründe
Für den Einsatz von Fettglasur anstelle echter Schokolade gibt es verschiedene Gründe:
1. Die Kosten sind geringer, da die verwendeten Pflanzenfette in der Regel billiger sind als die eher teure Kakaobutter und die Herstellung gegenüber der Schokolade vereinfacht und verkürzt werden kann;
2. Fettglasur eignet sich besser für Produkte, die geschnitten werden sollen, etwa Eiscreme oder Rührkuchen;[2] durch geeignete Auswahl und Verarbeitung der Fette kann man die Festigkeit auf die vorgesehene Anwendung einstellen, zum Beispiel etwas weicher und leichter schneidbar zum Überzug von Kuchen;
3. Fettglasur ist einfacher zu verarbeiten als Schokolade, da sie nicht temperiert werden muss.[3]

## Zusammensetzung

### Varianten
Durch Abwandlung der Rezeptur können verschiedene Schokoladensorten wie gewöhnliche (dunkle) Schokolade, Milch- und weiße Schokolade in Aussehen und Geschmack nachempfunden werden:
- Kakaohaltige Fettglasur dient zur Nachahmung von Milch- und dunkler Schokolade. Dieser setzt man stark entöltes Kakaopulver, in manchen Fällen eventuell auch Kakaomasse zu.
- Kakaofreie Fettglasur dient zur Nachahmung von weißer Schokolade, kann aber auch mittels Farbstoffen und Aromen (wie etwa Fruchtpulver) in bunten Farben und in allerlei Geschmacksrichtungen hergestellt werden.[1] Die Farb- und Aromastoffe sollten nach Möglichkeit fettlöslich sein, da ist aber gerade bei den Farbstoffen das für Lebensmittel zulässige Angebot eingeschränkt, so dass auch wasserlösliche Farbstoffe verwendet werden.[2]
- Haselnussfettglasur ähnelt der kakaohaltigen Glasur und enthält auch einen geringen Anteil Kakao, in größerer Menge aber eine Masse aus gerösteten, gemahlenen Haselnusskernen. Die Farbe und der Geschmack der Glasur hängen von der Intensität der Röstung ab, ihre Konsistenz wird durch den hohen Anteil an Haselnussöl beeinflusst. Davon abgesehen entsprechen die Herstellung und Verarbeitung den kakaohaltigen Glasuren.[3]

### Fett
In der Regel wird Fettglasur mit gehärteten laurinsäurehaltigen Ersatzfetten hergestellt, namentlich mit hydriertem oder fraktioniertem Kokos- oder Palmkernöl. Ihre physikalischen und sensorischen Eigenschaften sind der Kakaobutter ähnlich, sie sind zu dieser aber inkompatibel, das heißt können nicht mit ihr gemischt werden, da bereits ein Kakaobuttergehalt von über 5 % im Fettanteil zum Auftreten von Fettreif führt. Deshalb darf in Fettglasuren dieses Typs nur entöltes Kakaopulver verwendet werden, obwohl naturfette Kakaomasse eine intensivere Entfaltung des Kakaogeschmacks ermöglichen würde. Weiterhin müssen, wenn auf derselben Anlage auch echte Schokolade verarbeitet wird, Maschinen, Tanks und Rohrleitungen vor der Produktionsumstellung penibel von Fettrückständen gereinigt werden.
Außerdem kann auch Fettglasur aus nicht-laurinsäurehaltigen Ersatzfetten hergestellt werden, die eine höhere Toleranz für Kakaobutter aufweisen (bis 20–25 % im Fettanteil), aber in der Textur stärker von ihr abweichen. Auch die Verwendung von Kakaobutteräquivalenten ist möglich und erlaubt eine beliebige Mischung mit Kakaobutter, aber dabei fallen dann die Vorzüge der vereinfachten Verarbeitung fort, da diese Fette genauso aufwendig temperiert werden müssen wie Schokolade; auch ist wohl die Kostenersparnis nicht so groß.
Wenigstens historisch sind auch gehärtete Seetierfette (wie Waltran) verarbeitet worden.

### Weitere Bestandteile
Milchbestandteile werden vor allem zur Nachahmung von Milchschokolade und für weiße Glasur, aber in geringerer Menge unter Umständen auch für dunkle Glasuren zugegeben. Um die Fettzusammensetzung durch Einführung von Milchfett nicht zu verkomplizieren, wird meistens Magermilchpulver oder – sofern gesetzlich zulässig – Molkenpulver genommen.
Als Emulgator kommt in der Regel Lecithin zum Einsatz.

## Herstellung und Verarbeitung
Die Herstellung von Fettglasuren erfolgt im Prinzip so wie die Herstellung von Schokolade, indem zunächst die Zutaten vermischt werden und dann die Mischung in Walzwerken raffiniert und conchiert wird. Das viele Stunden andauernde Conchieren ist bei Fettglasur nicht unbedingt nötig und wurde früher für überflüssig gehalten. Hochwertige Fettglasur wird aber conchiert, da man davon ausgeht, dass die Erhitzung der Kakaobestandteile über längere Zeit insbesondere bei der Verwendung von entöltem Kakaopulver mit laurinsäurehaltigen Fetten die Entfaltung des Kakaogeschmacks begünstigt.
Beim Verarbeiten von Fettglasur erübrigt sich das bei Schokolade notwendige Vorkristallisieren (das sogenannte Temperieren) im Normalfall, da die Ersatzfette im Gegensatz zur Kakaobutter nicht polymorph sind und in einem kleinen Temperaturbereich spontan und schnell kristallisieren. Dies gilt allerdings nicht, wenn Kakaobutteräquivalente eingesetzt werden, denn diese müssen wie Kakaobutter temperiert werden.

## Rechtliche Einordnung
Im Gegensatz zur Schokolade, die in der europäischen Union in Form der Kakaorichtlinie – in Deutschland umgesetzt durch die Kakaoverordnung – relativ engen Definitionen unterliegt, ist die Beschaffenheit und Zusammensetzung von Fettglasuren nicht rechtsverbindlich geregelt. Da insbesondere kakaohaltige Fettglasur leicht mit Schokolade verwechselt werden kann, ist aus rechtlicher Sicht vor allem die Kennzeichnung von Backwaren bedeutsam, die mit solcher Fettglasur überzogen sind; diese muss der Anbieter so kennzeichnen, dass der Verbraucher nicht getäuscht wird. Dafür genügt bei verpackter Ware ein Hinweis im Zutatenverzeichnis, bei loser Ware ein Hinweisschild, das in unmittelbarer Nähe zur angebotenen Ware angebracht ist.
In den Leitsätzen für Feine Backwaren des Deutschen Lebensmittelbuchs steht nach wie vor ein Verbot von Fettglasur, die mit Kuvertüre verwechselt werden kann, für „Feine Backwaren von besonderer Qualität“ (die sogenannten Spitzenerzeugnisse). Hierzu zählen zum Beispiel Baumkuchen, Oblatenlebkuchen und Sachertorte. Diese Sichtweise entspricht nicht mehr der aktuellen europäischen Rechtsprechung: Auch für diese Erzeugnisse muss die Verwendung von Fettglasur als zulässig angesehen werden, wenn sie wie oben beschrieben deklariert wird.